# Rhiannon Leigh Wryn
Rhiannon Leigh Wryn (n. 4 de enero de 2000) es una actriz estadounidense conocida por interpretar a Emma Wilder en la película The Last Mimzy. Su nombre hace referencia a la canción homónima.
Wryn nació en Los Ángeles, la hermana menor de Connor Dylan Wryn y Hunter Ansley Wryn, también actores.
Su primera aparición fue en la película Hulk en el 2003 como la versión joven de Betty Ross, interpretada por Jennifer Connelly. En el 2005 apareció en un episodio de la serie The King of Queens. Su primer papel como protagonista fue en la película del 2007, The Last Mimzy. Wryn aún no sabía leer, por lo que tenían que leerle el guion en voz alta para que pudiera memorizarlo.

## Filmografía
| Año  | Título                      | Personaje                    |
| ---- | --------------------------- | ---------------------------- |
| 2003 | Hulk                        | Betty Ross de niña           |
| 2005 | The King of Queens          | Pequeña Simone               |
| 2007 | The Last Mimzy              | Emma Wilder                  |
| 2008 | Banjo-Kazooie: Nuts & Bolts | Bree (voz en videograbadora) |
| 2011 | Monster Mutt                | Ashley Taylor                |